# 北海道道1048号留萌小平線

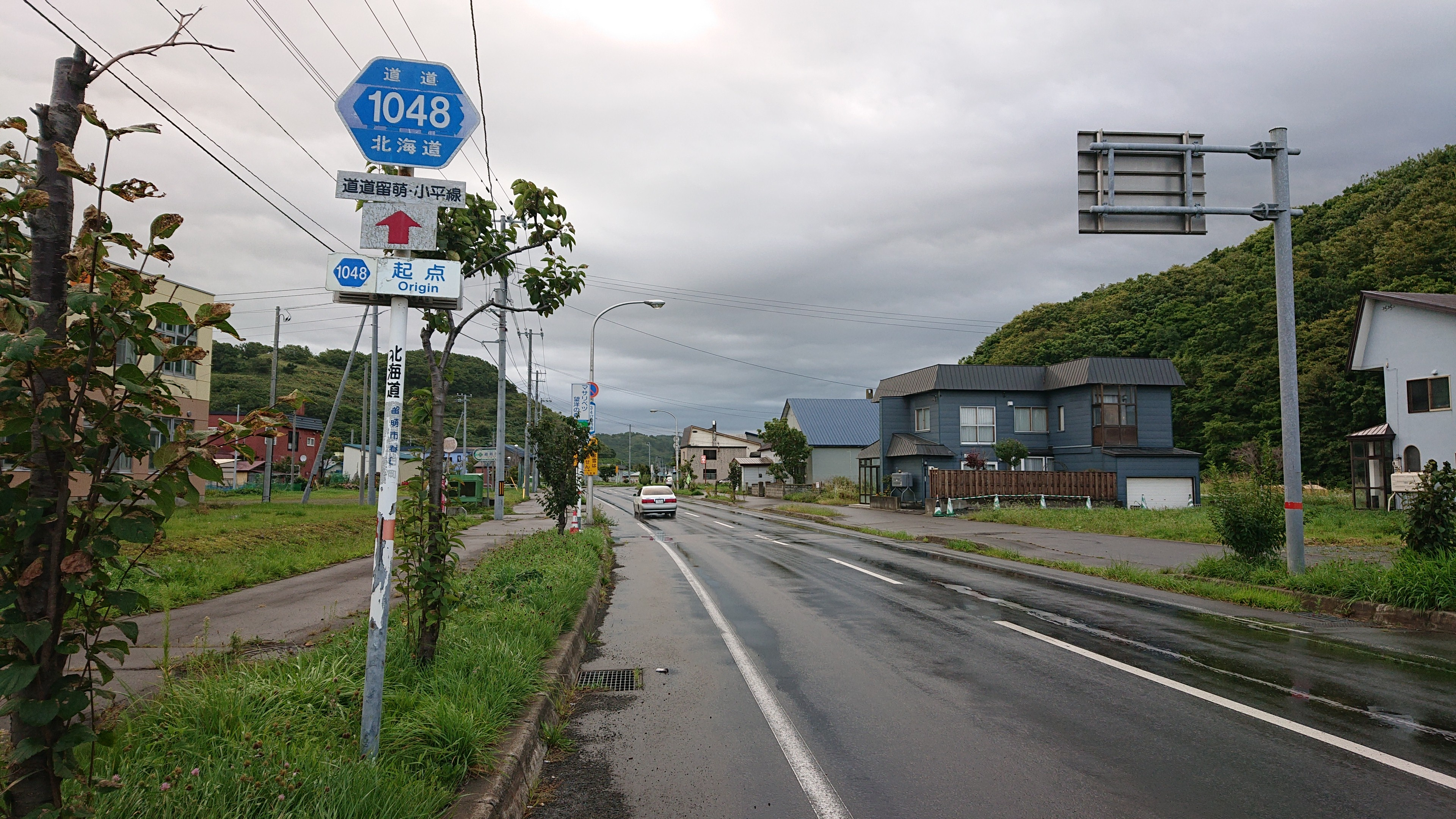
北海道道1048号留萌小平線（起点）

北海道道1048号留萌小平線（ほっかいどうどう1048ごう るもいおびらせん）は、北海道留萌市と留萌郡小平町を結ぶ一般道道（北海道道）である。

## 概要

### 路線データ
- 起点：北海道留萌市春日町（国道232号交点）
- 終点：北海道留萌郡小平町字桑園（北海道道550号幌糠小平停車場線交点）
- 総延長：9.102 km
- 実延長：9.067 km
- 重用延長：0.035 km

### 道路管理者
- 留萌振興局 留萌建設管理部 事業課

## 歴史
- 1984年（昭和59年）3月31日 - 路線認定[1]。
- 2011年（平成23年）5月17日 - 萌平トンネルの区間について供用開始[2]、全線開通。

萌平トンネル付近の区間は、旧天塩炭砿鉄道の跡地を道路に転用したものである。

## 路線状況

### 道路施設

#### トンネル
- 萌平トンネル（488.5 m、留萌市大字留萌村マサリベツ - 小平町字豊平） 2009年（平成21年）7月完成。
1942年（昭和17年）に完成した旧天塩炭砿鉄道の第一トンネルを拡幅し道路用としたもの[3]

#### 主な橋梁
- 逍遥橋（20 m、マサリベツ川、留萌市春日町）
- 斜陽橋（15 m、マサリベツ川、留萌市大字留萌村マサリベツ）
- 永陽橋（15 m、マサリベツ川、留萌市大字留萌村マサリベツ）
- 朝陽橋（11 m、臼谷ノ沢川、小平町字豊平）

#### 常設型ゲート
- ゲート（留萌市大字留萌村マサリベツ1456、萌平トンネル入口側）
- ゲート（小平町字豊平、萌平トンネル出口側）
- ゲート（小平町字桑園70〔終点〕）

## 地理

### 通過する自治体
- 留萌振興局
  - 留萌市
  - 留萌郡小平町

### 交差する道路
留萌市
- 国道232号 - 春日町（起点）

小平町
- 北海道道550号幌糠小平停車場線 - 字桑園（終点）